# Kuntheria
Kuntheria là một chi thực vật có hoa, bản địa Australia.
Chi này có quan hệ họ hàng gần với chi Schelhammera.

## Các loài
Hiện tại người ta công nhận 1 loài thuộc chi này:
- Kuntheria pedunculata (F.Muell.) Conran & Clifford, 1987, đặc hữu Queensland, Australia.[1][2]